# 11a etapa del Tour de França de 2013
L'11a etapa del Tour de França de 2013 es disputà el dimecres 10 de juliol de 2013 sobre un recorregut de 33 km entre Avranches i Le Mont-Saint-Michel (Manche).
El vencedor de l'etapa va ser l'alemany Tony Martin (Omega Pharma-Quick Step), que s'imposà per 12" sobre el mallot groc Chris Froome (Team Sky i a una velocitat de 54,271 km/h. Amb aquest resultat Froome consolidà el mallot groc en treure més de dos minuts a la resta de favorits en la classificació general.

## Recorregut

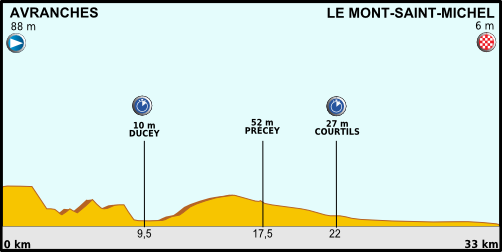
Recorregut de l'11a etapa

Segona contrarellotge d'aquesta edició i primera individual, amb un recorregut de 33 quilòmetres totalment plans entre Avranches i Le Mont-Saint-Michel.

## Desenvolupament de l'etapa
Com és norma en les contrarellotges, els ciclistes prenen la sortida en l'ordre invers a la classificació general. El primer a prendre la sortida és Dmitri Muraviov (Astana Qazaqstan Team), darrer classificat a la general, però no és el primer a creuar la línia d'arribada, ja que serà superat durant l'etapa per Svein Tuft (Orica-GreenEDGE). Tuft, vuit vegades campió del Canadà de contrarellotge, es mantindrà al capdavant de la classificació durant força temps. El seu temps no serà superat fins a l'arribada de Thomas de Gendt (Vacansoleil-DCM), líder durant un minut escàs, moment en què arribà Tony Martin (Omega Pharma-Quick Step). Aquest temps seria inabastable per a la resta de corredors. Michał Kwiatkowski (Omega Pharma-Quick Step) s'aproparia a 1' 31" de Martin, cosa que li permet obtenir el mallot blanc en detriment de Nairo Quintana (Movistar Team), mentre el líder, Chris Froome (Team Sky)., acabaria perdent sols 12" després de liderar la cursa en els dos controls de temps intermedis. Amb tot, el temps de Froome li permet afegir més de dos minuts de diferència a la resta de rivals en la classificació general. En acabar l'etapa, Valverde, segon de la general, es troba a 3' 25" de Froome.

## Classificació de l'etapa

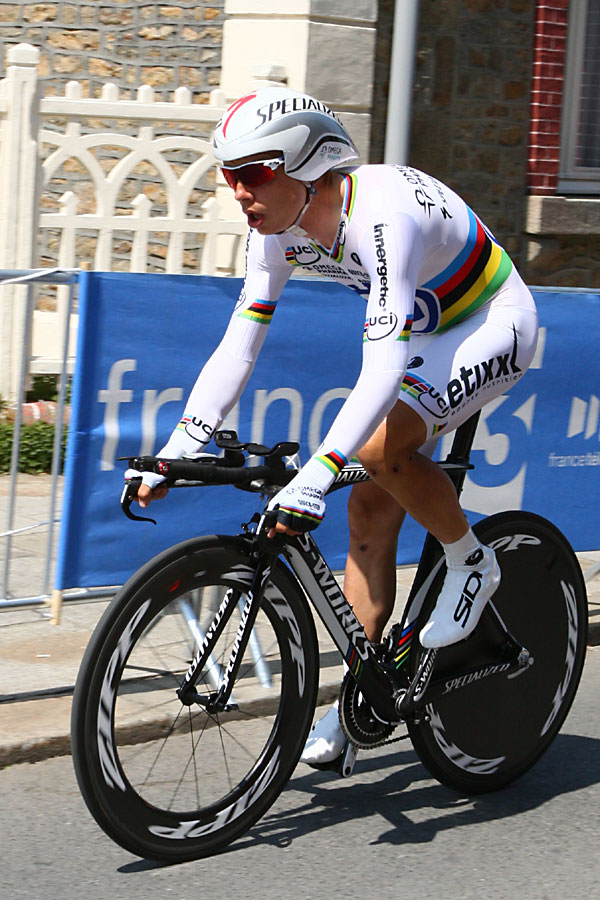
Tony Martin, el vencedor de l'etapa.

|    | Ciclista                   | Equip                   | Punts    |
| -- | -------------------------- | ----------------------- | -------- |
| 1  | Tony Martin (GER)          | Omega Pharma-Quick Step | 36' 29"  |
| 2  | Chris Froome (GBR)         | Team Sky                | + 12"    |
| 3  | Thomas de Gendt (BEL)      | Vacansoleil-DCM         | + 1' 01" |
| 4  | Richie Porte (AUS)         | Team Sky                | + 1' 21" |
| 5  | Michał Kwiatkowski (POL)   | Omega Pharma-Quick Step | + 1' 31" |
| 6  | Svein Tuft (CAN)           | Orica-GreenEDGE         | + 1' 35" |
| 7  | Sylvain Chavanel (FRA)     | Omega Pharma-Quick Step | + 1' 37" |
| 8  | Jérémy Roy (FRA)           | FDJ                     | + 1' 43" |
| 9  | Tom Dumoulin (NED)         | Argos-Shimano           | + 1' 45" |
| 10 | Jonathan Castroviejo (ESP) | Movistar Team           | + 1' 52" |

## Classificació general
|    | Ciclista                     | Equip                   | Temps       |
| -- | ---------------------------- | ----------------------- | ----------- |
| 1  | Chris Froome (GBR)           | Team Sky                | 42h 29' 24" |
| 2  | Alejandro Valverde (ESP)     | Movistar Team           | + 3' 25"    |
| 3  | Bauke Mollema (NED)          | Belkin Pro Cycling Team | + 3' 37"    |
| 4  | Alberto Contador (ESP)       | Team Saxo-Tinkoff       | + 3' 54"    |
| 5  | Roman Kreuziger (CZE)        | Team Saxo-Tinkoff       | + 3' 57"    |
| 6  | Laurens ten Dam (NED)        | Belkin Pro Cycling Team | + 4' 10"    |
| 7  | Michał Kwiatkowski (POL)     | Omega Pharma-Quick Step | + 4' 44"    |
| 8  | Nairo Quintana (COL)         | Movistar Team           | + 5' 18"    |
| 9  | Rui Costa (POR)              | Movistar Team           | + 5' 37"    |
| 10 | Jean-Christophe Péraud (FRA) | AG2R La Mondiale        | + 5' 39"    |

## Classificacions annexes
|    | Ciclista             | Equip                   | Punts   |
| -- | -------------------- | ----------------------- | ------- |
| 1r | Peter Sagan (SVK)    | Cannondale              | 269 pts |
| 2n | André Greipel (GER)  | Lotto-Belisol           | 186 pts |
| 3r | Mark Cavendish (GBR) | Omega Pharma-Quick Step | 166 pts |

|    | Ciclista             | Equip         | Punts  |
| -- | -------------------- | ------------- | ------ |
| 1r | Pierre Rolland (FRA) | Team Europcar | 49 pts |
| 2n | Chris Froome (GBR)   | Team Sky      | 33 pts |
| 3r | Richie Porte (AUS)   | Team Sky      | 28 pts |

|    | Ciclista                 | Equip                   | Temps       |
| -- | ------------------------ | ----------------------- | ----------- |
| 1r | Michał Kwiatkowski (POL) | Omega Pharma-Quick Step | 42h 34' 08" |
| 2n | Nairo Quintana (COL)     | Movistar Team           | + 34"       |
| 3r | Romain Bardet (FRA)      | AG2R La Mondiale        | + 6' 53"    |

|    | Equip                   | Temps        |
| -- | ----------------------- | ------------ |
| 1r | Movistar Team           | 126h 47' 47" |
| 2n | Team Saxo-Tinkoff       | + 04' 34"    |
| 3r | Belkin Pro Cycling Team | + 06' 06"    |

## Abandonaments
No es produeix cap abandonament.